# Ранквайль
Ранквайль (нім. Rankweil) — ярмаркове містечко та громада  округу Фельдкірх в землі Форарльберг, Австрія. Ранквайль лежить на висоті 468 м над рівнем моря і займає площу  21,87 км². Громада налічує 11635 мешканців. Густота населення 532/км².  
Округ Фельдкірх лежить на самому заході Австрії, на кордонах із Швейцарією та Ліхтенштейном. Це високорірний альпійський регіон. Населення округу, як і всього Форальбергу, розмовляє алеманським діалектом німецької мови, а тому ближче до швейцарців, ніж до населення більшої частини Австрії, яке розмовляє баварсько-австрійським діалектом. Округ, основною індустрією якого є туризм, має розвинуту мережу сполучення, численні гірськолижні траси й спортивні курорти з готелями та іншою інфраструктурою. 
|                                    |
| Ранквайль на мапі округу та землі. |

Бургомістом міста є Ганс Колер від Австрійської народної партії. Адреса управління громади: Am Marktplatz 1, 6830 Rankweil. 

## Демографія
Історична динаміка населення міста за даними сайту Statistik Austria

## Відомі особи
- Маріо Райтер — гірськолижник.